# Kättlesjön
Kättlesjön är en sjö i Vetlanda kommun i Småland och ingår i Emåns huvudavrinningsområde. Sjön har en area på 0,0657 kvadratkilometer och ligger 211 meter över havet.

## Delavrinningsområde
Kättlesjön ingår i det delavrinningsområde (636939-144331) som SMHI kallar för Mynnar i Emån. Medelhöjden är 230 meter över havet och ytan är 22,42 kvadratkilometer. Det finns inga delavrinningsområden uppströms utan avrinningsområdet är högsta punkten. Vattendraget som avvattnar avrinningsområdet har biflödesordning 3, vilket innebär att vattnet flödar genom totalt 3 vattendrag innan det når havet efter 180 kilometer. Delavrinningsområdet består mestadels av skog (54 procent), öppen mark (13 procent) och jordbruk (28 procent). Avrinningsområdet har 0,28 kvadratkilometer vattenytor vilket ger det en sjöprocent på 1,2 procent.